# Bölthorn
In de Noordse mythologie was Bölthorn (kwade doorn, of Bölthor) een Rijpreus, de vader van Bestla en grootvader aan moeders kant van Odin, Vili en Vé. Volgens de  Hávamál is hij ook de vader van een naamloze reus die Odin negen magische liederen leerde, mogelijk Mímir.